# 赫尔松州
赫尔松州（羅馬化：Khersonska oblast）是烏克蘭南部的一個州，位於克里米亞以北；東鄰亞速海，第聶伯河在其北部自東向西流入黑海。赫尔松州之面積為28,461平方公里，人口约100万，首府為赫爾松。在2022年俄羅斯入侵烏克蘭期间發生的赫尔松战役中，该州大部分地区被俄罗斯佔領；之后第聂伯河右岸部分于2022年秋被乌克兰收復，而左岸部分仍为俄罗斯实际占领。

## 历史
1991年乌克兰独立公投期间，赫尔松州90.13%的选票支持《乌克兰独立宣言》。
2014年12月，基辅国际社会学研究所进行的一项调查发现，赫尔松州90.9%的人口反对其所在地区加入俄罗斯，1%的人支持这一想法，其余人尚未决定或没有回应。
2022年5月，在俄罗斯军事占领下的赫尔松军民行政机构副主席基里尔·斯特列穆索夫宣布，赫尔松州将不会建立独立的共和国，也不会举行全民公投，而将直接向俄罗斯联邦政府申请并入俄罗斯。克里姆林宫发言人称赫尔松州的地位应效法克里米亚的方式由当地居民自行决定；烏克蘭總統泽连斯基则强烈谴责俄占赫尔松当局的声明，并称俄罗斯在该地伪造公投的行为会招致国际制裁。2022年9月30日，俄佔赫尔松宣布加入俄罗斯。2022年11月11日，包括首府赫尔松在內的赫尔松州第聂伯河右岸地区被乌军收复。

## 行政区划
在2020年乌克兰行政区划改革后，赫尔松州划分为5个区，每个区再下分为若干市镇。五个区为：
- 别里斯拉夫区
- 海尼切斯克區
- 卡霍夫卡區
- 赫尔松区
- 斯卡多夫斯克區

### 2020年之前的行政区划
2020年之前赫尔松州划分为18个区及4个州级市。